# Leire Apellaniz López
Leire Apellaniz López (Bilbao, 1975) és una productora, directora i guionista de cinema espanyola. És cofundadora de les productores Señor y Señora, fundada en 2013 amb Aritz Moreno i Apellaniz y de Sosa, fundada el 2017 amb Ion de Sosa.

## Trajectòria
Ha treballat en els festivals de cinema de Valladolid, Gijón, Sevilla i Las Palmas, o Documenta Madrid i ha estat jurat en festivals com Seminci.. Després de treballar en el Festival de Cinema de Sant Sebastià dirigint durant deu anys el departament tècnic del Festival de Cinema de Sant Sebastià, en 2013 va fundar la productora Señor y Señora (Sr.&Sra) al costat d’Aritz Moreno i posteriorment el 2017 Apellaniz y de Sosa amb Ion de Sosa produïnt pel·lícules amb Chema García Ibarra, Irati Gorostidi, Ion de Sosa, Maider Fernández Iriarte i Julián Génisson.
En 2015 produeix i dirigeix el seu primer documental  "El último verano" i en 2017 produeix l'òpera prima  documental d'Ana Schulz i Cristóbal Fernández “Mudar la piel”, que narra la història de Juan, un mediador de ETA que va intentar aconseguir la pau entre ETA i el govern espanyol, estrenada al Festival de Locarno. El seu primer llarg de ficció com a productora va ser Ventajas de viajar en tren (2019) d’Aritz Moreno, va guanyar el Premi Feroz a la millor comèdia espanyola de l'any i va ser nominat a quatre Goyas, a un premi de l'Acadèmia de Cinema Europeu. a seva següent producció documental Las letras de Jordi (2019) va ser la primera pel·lícula de Maider Fernández IriarteEl 2022 va estrenar el seu curt La concha al Festival Internacional de Cinema de Gijón.
Implicada en el cinems independent i sostenibleel  seu curtmetratge La concha (2022) amb producció de Nahikari Ipiña, va ser la primera producció audiovisual rodada al País Basc que obté el certificat de sostenibilitat albert que certifica la producció sostenible i neutra en carboni.
Ha estat docent en diversos centres de recerca i creació cinematogràfica, entre ells Tabakalera i la Elias Querejeta Zine Eskola.

## Filmografia
Com a directora
- El último verano (2016). Documental. Direcció i guió
- La concha (2022) Curtmetratge[13][10] dirigido y coescrito con Marta Bassols.[14]
- Canto cósmico. Niño de Elche (2022) Documental. Direcció amb Marc Sempere, guió, producció[15]
- Zuria (en desenvolupament)

Com a productora
- Mudar la piel (2018) direcció Ana Schulz i Cristóbal Fernández[17]
- Ventajas de viajar en tren (2019) direcció Aritz Moreno
- Leyenda dorada (2019) de Chema García Ibarra i Ion de Sosa
- Las letras de Jordi  (2019) direcció Maider Fernández iriarte
- Espíritu sagrado (2021) de Chema García Ibarra
- Counters (2022) direcció Irati Gorostidi
- Fe (2022) direcció Maider Fernández Iriarte
- Canto cósmico. Niño de Elche (2022)
- La concha (2022) Curtmetratge. També directora i coguionista
- Inmotep (2022) direcció Julián Génisson
- Samsara (2023) direcció Lois Patiño[18]
- Mamántula (2023) direcció Ion de Sosa
- Daniela Forever (2024) direcció Nacho Vigalondo
- Una ballena (2024)